# 大門裕子
大門 裕子（だいもん ゆうこ）は、東京都品川区出身の演歌歌手。 リポーター  、司会では 大門ゆう子。パンチの効いた迫力のある歌声との評価がある。
3月28日生まれのおひつじ座。 血液型O型。   趣味は、フラメンコ 、 ホラー映画鑑賞、 ひとり旅。資格・特技は 華道   (池坊師範)、家庭教育師・家庭教育アドバイザー、 アロママッサージ。タムラ・プロモーション所属。

## 略歴
- 日出女子高等学校卒業
- 八洲学園大学生涯学習学部家庭教育課程卒業
- 中学２年の時にコロムビアレコードより企画シングル「飛雲の祈り 天龍寺慕情」を発売。
- その後「出世船」でテイチクレコードからメジャーデビュー。
- デビュー後、1994年に吉幾三の門下生として弟子入りし、修行しながら新宿コマ劇場をはじめ全国で活躍する。
- 1995年9月 新宿コマ劇場「吉幾三特別公演」出演
- 1996年2月 大阪劇場飛天 「吉幾三特別公演」出演
- この頃、当時演歌歌手仲間の  LiLiCo と地方営業に回る仲だった事もあり、LiLiCoがレギュラー出演していた日本テレビロバの耳そうじ に女友達として出演する。

- 1996年7月 新宿コマ劇場「吉幾三特別公演」出演
- 1997年3月 新宿コマ劇場 「吉幾三特別公演」出演

- 1998年 CMソング「サッポロ一番カップスター」
- 2002年3月「チャイルドブックカタログモデル」
- 2002年4月「日立セキュリティ スチールモデル(手のみ)」
- 2005年1月「大京 エルザ世田谷 VPイメージモデル」
- 2005年 「ファンケル発芽米カタログモデル」
- 2013年 日刊ゲンダイ「この人のオモテとウラ」掲載

## 主な楽曲

### シングル
- 出世船 c/w娘やん衆(テイチクレコード)
- 情け宿 c/w風の日本海(テイチクレコード)
- 浪花魂 c/w望郷まつり酒(テイチクレコード)
- 母の餞 c/w平成枯れすすき (2000年7月20日 スバック)
- 泉州有情 c/w振り向けばひとり (2004年5月26日 テイチクエンターテイメント)
- 日本列島おんな祭りc/w蛇骨川(2008年2月ホリデージャパン)
- ふたり咲きc/w裕子のにっぽん元気節(2011年6月 ウェブクウ)
- 渡る世間に鬼はないc/w磯笛岬(2013年10月ウェブクウ)

### ミニアルバム
- ～結～you (2002年11月27日 インディペンデントレーベル)

### 企画シングル
- 飛雲の祈り c/w天龍寺慕情(コロムビアレコード)
- 上総路の旅 c/w市原平成幸せ音頭(1995年6月)
- 時代の波  c/wゆうこの三度笠(2009年4月)
- I'm総理！ c/w家電王(佑多田三斗と大門裕子 2010年9月)

## 主な出演番組
- 流行歌酒場(TBS)
- サンデージョッキー(NHK)
- きらめき歌謡ライブ(NHK)
- 走れ歌謡曲(文化放送)

## レギュラー番組経歴
- 「大門裕子の内緒のおしゃべり｣(ラジオ日本)

- 「東日本カラオケ歌合戦」(木更津ケーブルテレビ)

- 「うたものがたり」(IBS茨城放送 2010年8月～10月)

- 「サントとユウコの白馬の王子はやってきた？」(2010年10月 MXテレビ)

- 「うたものがたり」(2010年12月～2011年9月 かわさきFM)

- 「ガールズミュージックナイト」(2011年1月～ FMたちかわ)

- 「おもいで歌謡うた物語 」(2011年5月～ レインボータウンFM)

- 「歌謡最前線」 コーナー担当 夢を叶えまショー(2011年11月～2012年5月  BS12 千葉テレビ他放送)

- 「谷本知美の演歌でわっしょい！」(今夜もあなたと口づけを…コーナー担当 2013年8月～2013年9月 千葉テレビ他 )

- 「歌謡最前線」 (この歌いいじゃんコーナー担当 2014年12月～2015年3月  BS12 千葉テレビ他放送)

- 「裕子と月美のさわやかタイム」(2017年1月～6月 東海ラジオ)